# Zasávský region
Zasávský region (slovinsky Zasavska statistična regija) je jedním ze statistických regionů Slovinska. Byl zřízen v květnu 2005. Nachází se ve střední části Slovinska. Je nejmenším regionem Slovinska, protože jsou v něm jen 4 občiny. Hlavním městem je Trbovlje. Rozloha regionu je 485,1 km² a k 1. lednu 2016 v něm žilo 57 404 obyvatel.
Občina Litija byla 1. 1. 2015 přeřazena ze Středoslovinského regionu do Zasávského regionu, jehož rozloha se tak zvětšila o 221 km2 a rozloha Středoslovinského regionu se zmenšila o 221 km2.
| P. č. | Znak | Občina                 | Rozloha v km2 | Počet obyvatel |
| ----- | ---- | ---------------------- | ------------- | -------------- |
| 1     |      | Hrastnik               | 58,6          | 9 316          |
| 2     |      | Litija                 | 221,4         | 15 099         |
| 3     |      | Trbovlje               | 58,0          | 16 339         |
| 4     |      | Zagorje ob Savi        | 147,1         | 16 650         |
|       |      | Zasávský region celkem | 485,1         | 57 404         |